# Allen Guevara
Allen Esteban Guevara Zúñiga (né le 16 avril 1989 à Liberia) est un joueur de football international costaricien, qui évolue au poste de milieu de terrain.

## Biographie

### Carrière en sélection
Avec l'équipe du Costa Rica, il joue 8 matchs (pour aucun but inscrit) depuis 2010. Il figure notamment dans le groupe des sélectionnés lors de la Gold Cup de 2011.
Il participe également à la Copa América de 2011.